# Asura trizonata
Asura trizonata är en fjärilsart som beskrevs av Rothschild 1913. Asura trizonata ingår i släktet Asura och familjen björnspinnare. Inga underarter finns listade i Catalogue of Life.